# Petr z La Brosse
Petr z La Brosse (francouzsky Pierre de La Brosse či Pierre de la Broce; 1230? – 30. června 1278) byl komorník a oblíbenec francouzského krále Filipa III.

## Život
Pocházel z nižší šlechty v Turenne. Svou dvorskou kariéru započal jako komorník na dvoře Ludvíka IX. a roku 1268 jej král pověřil výukou prince Filipa, což předznamenalo jeho budoucí vliv na lehce ovlivnitelného mladíka. Když se roku 1270 Filip stal králem, jmenoval Petra z La Brosse do své rady. Postupem let svému oblíbenci věnoval mnohé statky a byl závislý na jeho soudu, čímž komorníkovi vyrostla řada nepřátel z řad šlechty. Protežoval své příbuzné a své dcery výhodně provdal do šlechtických rodů.
Jeho nepřátelé získali v roce 1275 posilu v podobě druhé královy manželky Marie Brabantské. Po příchodu na francouzský dvůr Marie podporovala ambice králova strýce Karla I. z Anjou, který tak přes mladou královnu získal znovu vliv na panovníka. Dvorská klika královny matky i Petra z La Brosse ustoupily do pozadí. Roku 1276 zemřel princ Ludvík a komorník obvinil královnu, že následníka dala otrávit. Marii se podařilo z nařčení očistit a na oplátku jej nařkla ze zrady a spolupráce s kastilským králem Alfonsem X. V lednu 1278 byl Petr z La Brosse zatčen, uvězněn ve Vincennes a v červnu 1278 bez soudu oběšen na šibenici v Montfauconu. Dante Alighieri jej ve své Božské komedii umístil do Očistce.